# Taningia danae
Taningia danae, el calamar de pop Dana, és una espècie de calamar de la família Octopoteuthidae. És una de les espècies de calamars més grans conegudes, amb una longitud de mantell d'1.7 m i longitud total de 2.3 m. L'exemplar més gran conegut, una femella madura, pesava 161.4 kg.[nb a]
El Taningia danae rep el nom del biòleg pesquer danès Åge Vedel Tåning (1890–1958), que sovint viatjava al vaixell d'investigació Dana.

## Ecologia
El Taningia Danae posseeix bioluminescència, com altres octopoteutids. Els seus fotòfors són alguns dels òrgans més grans coneguts per la ciència, la mida dels òrgans es compara amb punys o llimones. Posseeixen una membrana negra sobre el fotòfor que pot ocultar els òrgans, permetent que el calamar faci parpellejar les llums; per això, aquesta membrana s'ha comparat amb les parpelles.
L'any 2005, un equip d'investigació japonès encapçalat per Tsunemi Kubodera va aconseguir filmar el T. danae al seu hàbitat natural per primera vegada. El vídeo, filmat en aigües profundes de Chichi-jima, al nord de l'oceà Pacífic, mostra el T. danae emetent flaixos de llum encegadors des dels fotòfors dels seus braços mentre ataca la seva presa. Es creu que aquest calamar altament maniobrable utilitza els flaixos brillants per a desorientar les preses potencials. Aquests flaixos també poden servir per il·luminar la presa per facilitar la captura, així com un festeig i exhibició territorial.
A més d'una característica depredadora, també s'ha suggerit que la bioluminescència de T. danae és un mecanisme de defensa. S'ha observat que els joves d'aquesta espècie es mouen ràpidament en direcció als possibles depredadors, com si caçassin, per desorientar i sobresaltar l'amenaça amb un atac simulat.
El 2012, el T. Danae va ser filmat dues vegades més durant una recerca del calamar gegant per a l'especial de Discovery Channel, Monster Squid: The Giant Is Real. El maig de 2024, científics de la Universitat de Western Austràlia (UWA) i Kelpie Geosciences (Regne Unit) van capturar en vídeo un exemplar de T. Danae en aigües profundes al nord d'una àrea coneguda com el Passatge de Samoa, a l'oceà Pacífic.

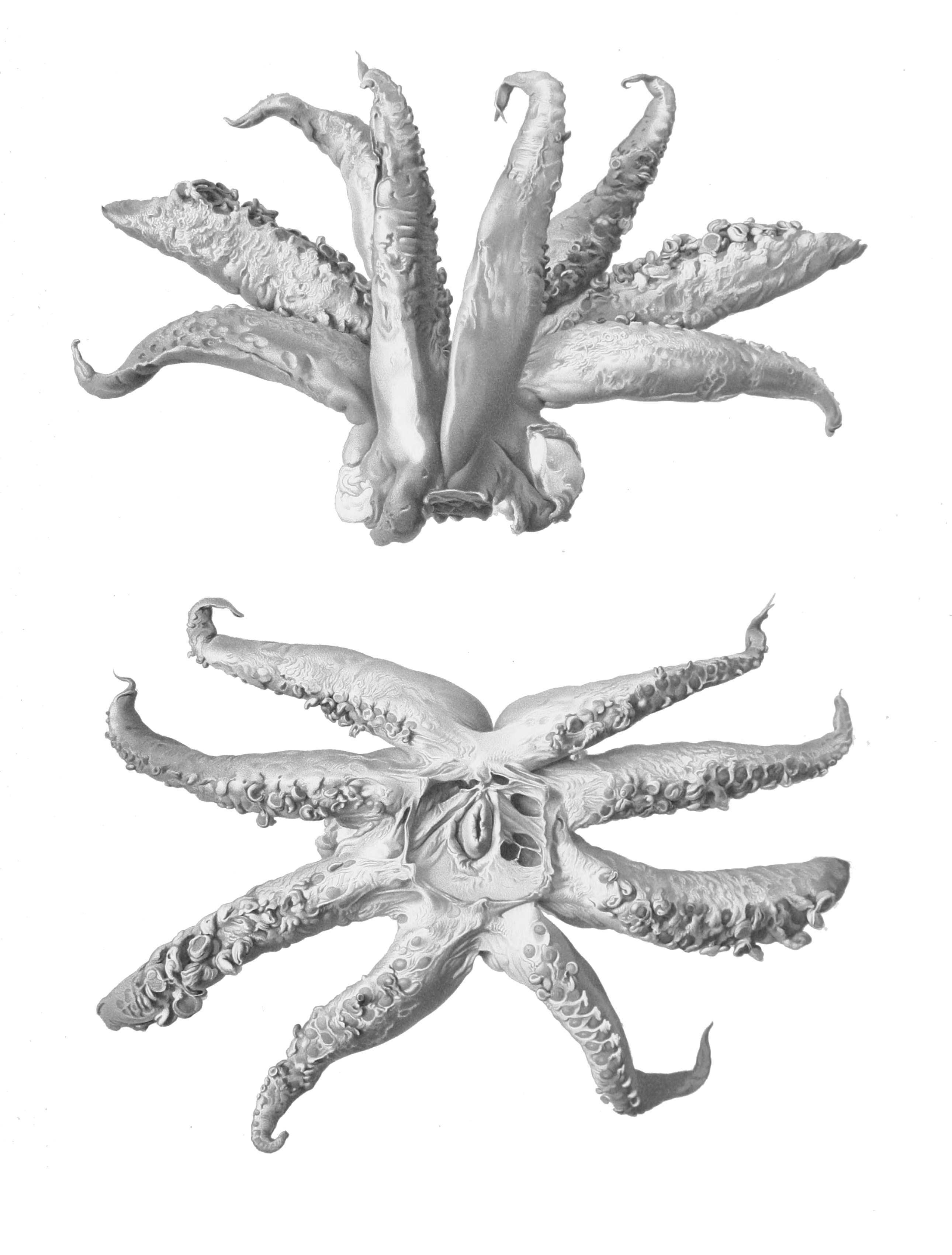
Braços i massa bucal de T. danae

En diverses ocasions s'han trobat restes de T. danae a les platges. El 2008, uns estudiants van descobrir un mantell de T. danae a la Grape Bay de les Bermudes, mentre que les restes de tentacles van ser trobades més lluny al llarg de la costa. A principis del 2013, un exemplar de 54 kg amb una longitud (excepte els braços) de 103 cm va ser arrossegat a una profunditat de 240 m davant de la costa d'Estaca de Bares, Galícia. Va ser cedit a l'Institut Espanyol d'Oceanografia.
Les traces d'isòtops de 15N van demostrar que aquest calamar és un depredador superior. Al seu torn, són presa del catxalot.